# Furcifer campani
Furcifer campani este o specie de cameleoni din genul Furcifer, familia Chamaeleonidae, descrisă de Grandidier în anul 1872. A fost clasificată de IUCN ca specie vulnerabilă. Conform Catalogue of Life specia Furcifer campani nu are subspecii cunoscute.